# Mike Lawless
Pas d'image ? Cliquez ici

b Matchs officiels uniquement.
Dernière mise à jour le 17 mars 2015.
Michael John Lawless, plus connu comme Mike Lawless, né le 17 septembre 1941 au Cap en Afrique du Sud, est un joueur de rugby à XV qui a joué avec l'équipe d'Afrique du Sud évoluant au poste de demi d'ouverture.

## Biographie
Mike Lawless évolue avec la Western Province, province qui dispute la Currie Cup. Mike Lawless joue à l'âge de 22 ans son premier test match le 25 juillet 1963 contre la France.
Mike Lawless joue son dernier test match contre le pays de Galles en 1970 après avoir connu deux autres sélections contre les Anglais et les Irlandais lors d'une tournée en 1969-1970.

## Statistiques en équipe nationale
- 4 test matchs avec l'équipe d'Afrique du Sud
- Sélections par année : 1 en 1964, 1 en 1969, 2 en 1970